# Afrolongichneumon
Afrolongichneumon är ett släkte av steklar. Afrolongichneumon ingår i familjen brokparasitsteklar.
Kladogram enligt Catalogue of Life:
| Afrolongichneumon | \| \| Afrolongichneumon attenuatus \| \| \| \| \| \| Afrolongichneumon longigena \| \| \| \| \| \| Afrolongichneumon madagascariensis \| \| \| \| \| \| Afrolongichneumon nigrifrons \| \| \| \| \| \| Afrolongichneumon tanzanicus \| \| \| \| \| \| Afrolongichneumon ufipicus \| \| \| \| |
|                   | \| \| Afrolongichneumon attenuatus \| \| \| \| \| \| Afrolongichneumon longigena \| \| \| \| \| \| Afrolongichneumon madagascariensis \| \| \| \| \| \| Afrolongichneumon nigrifrons \| \| \| \| \| \| Afrolongichneumon tanzanicus \| \| \| \| \| \| Afrolongichneumon ufipicus \| \| \| \| |
|                   | Afrolongichneumon attenuatus |
|                   | |
|                   | Afrolongichneumon longigena |
|                   | |
|                   | Afrolongichneumon madagascariensis |
|                   | |
|                   | Afrolongichneumon nigrifrons |
|                   | |
|                   | Afrolongichneumon tanzanicus |
|                   | |
|                   | Afrolongichneumon ufipicus |
|                   | |